# Circuito de Potrero de los Funes
O Circuito de Potrero de los Funes é um autódromo localizado na cidade de Potrero de los Funes, San Luis, na Argentina. Com 6.250 metros de comprimento, usa as ruas da cidade. Possui uma capacidade para 52.000 espectadores. Foi inaugurado em novembro de 2008, sendo usado para o Campeonato FIA GT, Turismo Carrera, a Fórmula Renault Argentina, a Copa Megane, entre outras competições.
Fora da corridas, o circuito e usado para o Carnaval do Rio de Janeiro em San Luis, onde teve participação de integrantes de escolas de samba do Grupo Especial e de acesso do Carnaval carioca.